# Keith Old Bridge
Die Keith Old Bridge, auch Auld Brig oder Bridge of Grange, ist eine ehemalige Straßenbrücke in der schottischen Ortschaft Keith in der Council Area Moray. 1972 wurde das Bauwerk in die schottischen Denkmallisten zunächst in der Kategorie B aufgenommen. Die Hochstufung in die höchste Denkmalkategorie A erfolgte 1988.

## Geschichte
Eine eingelegte Platte bringt den Brückenbau in Verbindung mit den Namen Thomas Murray und Janet Lindsay. Über diese Personen existieren jedoch keine gesicherten Überlieferungen. Francis Groome zeichnete in den 1870er Jahren eine Geschichte auf, deren Wahrheitsgehalt jedoch zweifelhaft ist. So soll nahe der Brücke eine Furt zur Isla-Querung existiert haben, in deren Nähe das Ehepaar lebte. Die ständigen Angstschreie und Notsituation in der Furt sollen das Ehepaar derart belastet haben, dass sie ihre Ersparnisse zum Bau der Brücke zur Verfügung gestellt haben sollen.
Die 1609 fertiggestellte Keith Old Bridge war die erste Isla-Brücke in Keith. Rund 160 Jahre später wurde mit der Union Bridge eine zweite Querung geschaffen. Im Laufe ihrer Geschichte wurde die Keith Old Bridge zweimal instand gesetzt, 1722 und 1824. Heute dient die Brücke nur noch Fußgängern. Die eingelassenen Stufen stammen vermutlich aus dem 20. Jahrhundert.

## Beschreibung
Der Mauerwerksviadukt überspannt den Isla westlich des historischen Zentrums von Keith mit einem Segmentbogen mit einer lichten Weite von etwa 8,2 Metern. Während sein Mauerwerk aus Bruchstein besteht, wurde dieser zur Spannung des Bogens grob behauen. Brüstungen begrenzen die Fahrbahn der etwa 2,8 Meter breiten Bogenbrücke. Eine in die stromaufwärts weisende Brüstung eingelassene Platte zeigt das Baujahr an.